# Full Moon Fever

Full Moon Fever, sorti en 1989, est le premier album solo de Tom Petty.
Enregistré sous la houlette de Jeff Lynne, les mélodies renvoient aux sixties comme Yer So Bad, Love is a Long Road ou Depending on You, et l'on trouve également une reprise de Gene Clark Feel a Whole Better. Plusieurs de ces chansons seront reprises, notamment I Won't Back Down chantée par Johnny Cash sur l'album Solitary Man publié en 2000.
Trois chansons de ce disque solo de Petty, Runnin' Down a Dream, Free Fallin' et  I Won't Back Down, sont incluses dans le disque des meilleurs succès (en) des Heartbreakers.
En 2019, l'album reçoit le Grammy Hall of Fame Award.

## Titres
Toutes les chansons sont écrites et composées par Tom Petty et Jeff Lynne, sauf indication contraire.
| No  | Titre                          | Auteur                               | Durée |
| --- | ------------------------------ | ------------------------------------ | ----- |
| 1.  | Free Fallin'                   |                                      | 4:14  |
| 2.  | I Won't Back Down              |                                      | 2:56  |
| 3.  | Love Is a Long Road            | Tom Petty, Mike Campbell             | 4:06  |
| 4.  | A Face in the Crowd            |                                      | 3:58  |
| 5.  | Runnin' Down a Dream           | Tom Petty, Jeff Lynne, Mike Campbell | 4:23  |
| 6.  | I'll Feel a Whole Lot Better   | Gene Clark                           | 2:47  |
| 7.  | Yer So Bad                     |                                      | 3:05  |
| 8.  | Depending on You               | Tom Petty                            | 2:47  |
| 9.  | The Apartment Song             | Tom Petty                            | 2:31  |
| 10. | Alright for Now                | Tom Petty                            | 2:00  |
| 11. | A Mind with a Heart of Its Own |                                      | 3:29  |
| 12. | Zombie Zoo                     |                                      | 2:56  |

## Musiciens
- Tom Petty : voix, guitares, claviers
- Mike Campbell : guitares (solos), mandoline, basse, slide guitar, claviers
- Jeff Lynne : basse, guitares, claviers, chœurs
- Phil Jones : batterie et percussions

## Musiciens additionnels
- George Harrison : guitare et chœurs sur I Won't Back Down
- Jim Keltner : batterie, maracas et tambourine sur Love Is a Long Road
- Howie Epstein : chœurs sur I Won't Back Down et Love Is a Long Road
- Benmont Tench : piano sur The Apartment Song
- Roy Orbison et les Trembling Blenders : chœurs sur Zombie Zoo

## Production
- Jeff Lynne
- Tom Petty
- Mike Campbell

## Son
- Mike Campbell
- Don Smith
- Bill Bottrell
- Denis Kirk

## Enregistrement
Enregistré aux studios :
- Rumbo Studios ;
- Sunset Sound ;
- Devonshire Studios ;
- Conway Studios ;
- Sound City Studios.

## Certifications
| Pays                  | Certification | Unités certifiées |
| --------------------- | ------------- | ----------------- |
| Canada (Music Canada) | 6 × Platine   | 600 000           |
| États-Unis (RIAA)     | 5 × Platine   | 5 000 000         |
| Royaume-Uni (BPI)     | Or            | 100 000           |
| Suède (GLF)           | Or            | 50 000            |